# 王任杰
王任杰（？—？），號若萬，四川重慶府合州民籍。

## 生平
萬曆四十年（1612年）壬子科四川鄉試第四十二名舉人，四十四年（1616年）丙辰科三甲一百五名進士，工部觀政，授知縣，丁憂歸。四十六年復除阳城县，天啓元年本省同考，二年調北直隸滑县知县，四年升任礼部精膳司主事，本年升吏部稽勋司主事，調验封司、考功司、文选司，五年升考功司员外郎，調文选司，升稽勋司郎中。天启五年六月，御史周维持疏纠文选司官刘行义与其同官王任杰大开贿门，赃私狼籍。得旨，刘行义革职听勘，王任杰姑著闲住。

## 家族
曾祖王眉。祖王远臣。父王祚昌，萬曆四十一年進士，官御史。

## 引用
1. ↑  《萬曆四十四年丙辰科進士序齒録》